# Thea Iven Ulstrup
Thea Iven Ulstrup er en dansk stemmeskuespiller (dubber), der har lagt stemme til adskillige tegnefilm.
Thea er født i 1990 og stammer fra Hvidovre. I 2000 begyndte hun at lægge stemme til tegnefilm og gør det stadig den dag i dag. Hendes første film var Monsters Inc., hvor hun lagde stemme til flere små monstre. Hendes første tegnefilmserie var Lloyd i rummet, hvor hun spillede hovedpersonen Lloyds lillesøster, Francine.

## Stemmeskuespil
- Avatar: Den sidste luftbetvinger - Toph
- Chihiro og heksene - Chihiro
- Eventyrtid - Prinsesse Sukkermås
- Find Nemo - Darla
- Lilo & Stitch - Mertle
- Hannah Montana - Holly og Carmen
- Harry Potter og Fønixordenen (spil) - Ginny Weasley
- High School Musical - Gabriella
- Hundehotellet - Andi
- Kiki - den lille heks - Den rødhårede heks
- Popples - Sunny
- Violetta - Nata
- Højs hus - Lana Høj, Lily Høj, Ronnie Anne Santiago (med Audio Resort)
- Regal Academy - Øvrige Stemmer - sæson 1 (med Audio Resort)
- Monster Allergi - Elena (med Adaptor D&D)
- Thunderbirds Are Go! - Øvrige Stemmer - sæson 2 (med BTI Studios)
- Freaktown - Øvrige Stemmer (med Audio Resort)
- Lego Nexo Knights - Øvrige Stemmer (med SDI Media)